# Samuel von Évreux
Samuel von Évreux (hebräisch שמעואל מאברוא Shmuel me'Evrou) war ein französischer Tosafist des 13. Jahrhunderts und der jüngere Bruder und Schüler von Moses von Évreux, dem Autor der Tosafot von Évreux. Er war ein bedeutender Vertreter der tosafistischen Tradition, die in der mittelalterlichen jüdischen Gelehrsamkeit eine wichtige Rolle spielte. Tosafisten waren eine Gruppe von Gelehrten, die Kommentare und Erweiterungen zum Talmud verfassten.
Samuel leitete eine Rabbinerschule (bzw. Jeschiwa) in Château-Thierry. Er hatte u. a. Rabbi Ḥayyim ben Asher, auch bekannt als Rabbi Ḥayyim von Toledo, den Bruder von Asher ben Jehiel, einem der führenden Gelehrten des mittelalterlichen jüdischen Rechts, sowie Perez ben Elijah aus Corbeil und Isaac ben Joseph aus Corbeil als Schüler. Er führte vielfältige Briefwechsel über diverse Themen. Samuels talmudische Interpretationen werden oft in den Tosafot zitiert.
Aus der Tatsache, dass der Autor der Tosafot an Soṭah dort Moses von Évreux als seinen Bruder erwähnt, lässt sich schließen, dass diese Tosafot von Samuel verfasst wurden.
Heinrich Gross identifiziert ihn mit Samuel ben Shneor, dessen Erklärungen zum Nazir von Solomon ben Aderet zitiert werden und auf dessen Autorität sich Jonah Gerondi beruft.